# Crown Jewel
Crown Jewel è un evento in pay-per-view di wrestling organizzato annualmente dalla WWE in Arabia Saudita.

## Edizioni
| Edizione        | Data            | Città | Sede                            | Main event                                          |
| --------------- | --------------- | ----- | ------------------------------- | --------------------------------------------------- |
| 2018 (Dettagli) | 2 novembre 2018 | Riad  | King Saud University Stadium    | Kane e The Undertaker vs. Shawn Michaels e Triple H |
| 2019 (Dettagli) | 31 ottobre 2019 | Riad  | King Saud University Stadium    | "The Fiend" Bray Wyatt vs. Seth Rollins             |
| 2021 (Dettagli) | 21 ottobre 2021 | Riad  | King Fahd International Stadium | Brock Lesnar vs. Roman Reigns                       |
| 2022 (Dettagli) | 5 novembre 2022 | Riad  | King Saud University Stadium    | Logan Paul vs. Roman Reigns                         |
| 2023 (Dettagli) | 4 novembre 2023 | Riad  | Mohammed Abdu Arena             | LA Knight vs. Roman Reigns                          |
| 2024 (Dettagli) | 2 novembre 2024 | Riad  | Mohammed Abdu Arena             | Cody Rhodes vs. Gunther                             |